# Krevety
Krevety (Caridea) jsou podřád desetinohých vyšších korýšů, který zahrnuje asi 2 500 druhů. Žijí v mořích i sladkých vodách. Umí dobře plavat, mají fylobranchiátní žábry, první dva páry kráčivých končetin (pereiopodů) jsou modifikovány na klepeta, filtrační vějířky nebo kartáčky. Mají válcovitý krunýř, vybíhající v čelní hrot rostrum, a dlouhý rovný zadeček. Přes den žijí většinou skrytě, v noci vycházejí za potravou, kterou vyhledávají dlouhými tykadly. V nebezpečí unikají často směrem dozadu údery ocasní ploutvičky.

## Stavba těla
Krevety spolu např. s hmyzem a pavouky patří do kmene členovců, tedy mezi živočichy s článkovaným tělem i končetinami. Když se kreveta svléká, odhazuje nejen starý krunýř pokrývající její tělo, ale i jemnou kutikulu chránící její tykadla a oči.

## Larvální vývoj
Krevety se podle typu larválního vývoje dělí na tři skupiny:
1. S normálně (standardně) dlouhým vývojem – larvy těchto druhů žijí po celou dobu svého vývoje jako součást planktonu v mořích, případně jim vyhovuje voda brakická. Celkově prodělávají 9–12 planktonních stádií. U larev v prvním vývojovém stádiu nejsou vyvinuty zadečkové nožky (pleopody). Do této skupiny patří všechny mořské a druhy adaptované jen částečně na sladkovodní prostředí.
2. Se zkráceným vývojem – larvy těchto druhů nosí samice přichycené na zadečkových nožkách (pleopodech) a v planktonu žijí jen několik posledních dnů. Celkově prodělávají 4–7 planktonních stádií. U larev v prvním vývojovém stádiu jsou pleopody pouze v podobě pupenů. Do této skupiny patří druhy adaptované na sladkovodní prostředí jen v dospělosti.
3. S potlačeným vývojem – larvy těchto druhů přecházejí okamžitě po opuštění matky na bentický život a zcela vynechávají planktonní fázi. Pleopody larev v prvním vývojovém stádiu jsou velmi dobře vyvinuté.

Druhy krevet vázaných na mořské prostředí jsou r-stratégové, produkují tedy velký počet malých vajíček. Druhy vázané na život ve sladkých vodách ale naopak produkují malý počet velkých vajíček a dají se označit jako K-stratégové.

## Význam pro člověka
Krevety jsou loveny jako lidská potrava. Řada druhů je chována v akváriích, z některých druhů byly vyšlechtěny i různobarevné okrasné varianty. Krevety chované v akváriích lze podle způsobu života rozdělit do tří hlavních skupin: trpasličí, filtrující a dravé. V akváriu by neměly být společně chované různé druhy náležející ke stejnému rodu, protože pak hrozí nežádoucí křížení (hybridizace).

## Klasifikace
- Caridea Dana, 1852
  - Alpheoidea Rafinesque, 1815
  - Atyoidea De Haan, 1849
  - Bresilioidea Calman, 1896
  - Campylonotoidea Sollaud, 1913
  - Crangonoidea Haworth, 1825
  - Galatheacaridoidea Vereshchaka, 1997
  - Oplophoroidea Dana, 1852
  - Nematocarcinoidea Smith, 1884
  - Palaemonoidea Rafinesque, 1815
  - Pandaloidea Haworth, 1825
  - Pasiphaeoidea Dana, 1852
  - Physetocaridoidea Chace, 1940
  - Procaridoidea Chace & Manning, 1972
  - Processoidea Ortmann, 1896
  - Psalidopodoidea Wood-Mason, 1874
  - Stylodactyloidea Bate, 1888